# Leucania metargyria
Leucania metargyria là một loài bướm đêm trong họ Noctuidae.